# Petite Norvège
La Petite Norvège (Little Norway en anglais, Flyvåpnenes Treningsleir (FTL) en norvégien) était un camp norvégien de formation pour la force aérienne royale norvégienne au Canada pendant la Seconde Guerre mondiale.

## Historique
Quand l'Allemagne nazie a attaqué la Norvège le 9 avril 1940, avec seulement un petit nombre d'avions modernes, l'armée de l'air norvégienne royale (RNAF) a été incapable de monter une défense soutenue. Après la défaite des forces norvégiennes, le roi Haakon VII, les membres clés du gouvernement et l'armée a quitté la Norvège en juin 1940 à bord du HMS Devonshire.
Après son arrivée en Angleterre, le gouvernement norvégien en exil a commencé le processus de mise en place d'une nouvelle base d'opérations. Une décision a été rapidement prise pour maintenir les pilotes norvégiens survivants qui s'étaient échappés en Angleterre, comme une unité indépendante, par conséquent aucun n'a été autorisé à participer à la bataille d'Angleterre. Des dispositions ont été prises pour transférer les pilotes norvégiens à un siège nord-américain où divers endroits étaient considérés comme une base autour de l'aéroport Billy-Bishop de Toronto sur les îles de Toronto au Canada a été choisi. Une fois que la base a été créée, les jeunes Norvégiens ont migré vers le site pour s'enrôler dans la RNAF au Canada.